# 徳永えり
徳永 えり（とくなが えり、1988年5月9日 - ）は、日本の女優。大阪府吹田市出身。フラーム所属。

## 略歴
モデルを含め、芸能の仕事に興味を持っていた中学2年生の時、記念受験のつもりで受けた「第7回ピチモデルオーディション」（2002年 - 後期）で準グランプリを獲得、主催の『ピチレモン』（学習研究社（現学研プラス））誌で読者モデルとして活躍した。
応募のきっかけは、芸能活動をしている知り合いの母の薦めであった。当時、同誌上では「徳永えりな」名義で、主としてメイク・ヘアアレンジの顔アップ写真のモデルを担当した。2005年5月号をもって同誌専属モデルを卒業、2005年12月号に「卒業あいさつ」が掲載された。ピチモデル中にフラームのオーディションに自分で応募して合格。この際、強い想いはなく、なんとなくで事務所を選んだと語っている。
2004年、『放課後。』（フジテレビ）で女優デビュー。このときより「徳永えり」として活動している。2006年、『放郷物語 THROWS OUT MY HOMETOWN』で映画初出演にして、主演を果たした。2008年、初舞台となる、ミュージカル『ファントム』に出演。
2010年、映画『春との旅』で毎日映画コンクールスポニチグランプリ新人賞と日本映画批評家大賞新人女優賞を受賞した。2012年、『梅ちゃん先生』で連続テレビ小説初出演。主人公・下村梅子の親友・沢田弥生を演じる。2013年、ドラマ初主演となる大分発・プレミアムドラマ『今日も地獄でお待ちしています』主演。
2018年、『恋のツキ』（テレビ東京）で連続ドラマ初主演。2019年、映画『月極オトコトモダチ』で主演、第31回東京国際映画祭の日本映画スプラッシュ部門に出品された。同年、「劇団た組。」の第18回目公演「在庫に限りはありますが」でも主演、テレビ放送された。2021年、映画『ずっと独身でいるつもり？』に出演、唯一の既婚者を演じた。2022年には舞台『粛々と運針』に出演したほか、複数の映画に出演している。

## 私生活
- 2019年5月1日、一般男性との結婚を報告[15]。
- 2023年4月6日、第1子妊娠を公表[16]。
- 2023年9月22日、第1子出産を報告[17]。

## 人物
- 関西出身で「吉本新喜劇」を見て育った。このため内場勝則や藤井隆ら新喜劇芸人に対して畏敬の念があり、演技をする上でも「最高峰」と参考にしている[18]。
- 蒼井優（フラガール）、新垣結衣（ハナミズキ）、堀北真希（梅ちゃん先生）など、主人公の親友役が多く、この位置づけにホッとすると語る[19]。
- 転機となった人物としてNHKの連続テレビ小説『わろてんか』で共演した濱田岳を挙げ、「こうしなければいけない」という芝居の概念を変えてくれ、「目の前で起きていることが大事」だと気づかせてくれたと語っている[1]。また、自分と似ていると感じた役はこの時演じた女中のトキで、前に出るタイプでなく親友ポジションであることが近いと語っている[1]。
- 30歳を前にした時には、俳優以外に自分の価値があるのか?を知ろうと俳優業の仕事を減らし、元々の夢やビジョンにあった飲食業に携わっていた[1]。その時の経験から「どこにいても誰かの役に立ちたいという自分の気持ちは役に立つ」「向いていることをやっている方が合っている」と感じ、改めて、俳優業に携わることを決意した[1]。
- 春を演じるにあたって、彼女は「最初に“すべて監督の指示通りにしよう”と決めて臨んだ」という。「監督の中にはすでに明確に春のイメージができあがっていたので、私が何かを提案することは、それを邪魔してしまうなと思ったんです。自分を消して、すべて受け入れて、私の色を出さないようにする。そういう役作りの仕方は初めてでしたし、演技に対して、ここまで神経質になったのも初めてでしたね」[20]と語っている。
- 趣味は、ダンス、歌うこと、料理を作ること[21]
- 元Salleyのうららは幼なじみであり、現在も頻繁な交流があることがInstagramで確認できる[22]。
- 吉岡里帆と似ていることが話題になり、2018年には共演し当人同士も認識している[23][24]。
- 2022年、自動車運転免許を取得[25]。

## 受賞歴
2002年
- 第7回ピチレモンモデルオーディション 準グランプリ[26]

2011年
- 第65回毎日映画コンクール スポニチグランプリ新人賞（『春との旅』）[5]
- 第20回日本映画批評家大賞 新人女優賞（小森和子賞）（『春との旅』）[6]

## 出演

### 映画
- 放郷物語 THROWS OUT MY HOMETOWN（2006年3月18日、アクティブ・シネ・クラブ） - 主演・花井愛子 役[27]
- フラガール（2006年9月23日、シネカノン） - 木村早苗 役[28]
- 彩恋 SAI-REN（2007年8月4日、エム・エフボックス） - マリネ 役[29]
- 天使がくれたもの（2007年9月29日、パル企画） - 美衣子 役[30]
- ブラブラバンバン（2008年3月15日、トルネード・フィルム） - 橘梨花 役
- うた魂♪（2008年4月5日、日活） - 野村ミズキ 役[31]
- アキレスと亀（2008年8月28日、東京テアトル / オフィス北野） - 倉持マリ 役[32]
- ホームレス中学生（2008年10月25日） - 村岡知恵 役
- ノーボーイズ,ノークライ（2009年8月22日、ファントム･フィルム） - 奈美 役[33]
- 春との旅（2010年5月22日、ティ・ジョイ / アスミック・エースエンタテインメント） - ヒロイン・中井春 役[34]
- ハナミズキ（2010年8月21日、東宝） - 中村みなみ 役
- 裁判長!ここは懲役4年でどうすか（2010年11月6日、ゼアリズエンタープライズ） - 及川秘書 役
- 犬飼さんちの犬（2011年6月25日、AMGエンタテインメント） - 菊田萌子 役[35]
- はさみ hasami（2012年1月14日、アートポート） - 木村弥生 役[36]
- 荒川アンダー ザ ブリッジ（2012年2月4日、ソニー・ピクチャーズエンタテインメント） - ステラ 役[37]
- 六月燈の三姉妹（2014年5月31日、ピーズ・インターナショナル） - 中薗栄 役[38]
- しもつかれガール（2014年8月2日、Ippo） - 主演・山内里江 役（谷村美月とW主演）[39]
- 果し合い（2015年11月7日、日本映画放送） - 牧江 役[40]
- マンガ肉と僕（2016年2月13日、和エンタテイメント / KATSU-do） - 菜子 役[41]
- 疑惑とダンス（2017年12月31日、フラーム、監督：二宮健） - 主演・カンナ 役[42]
- 月極オトコトモダチ（2019年6月8日、SPOTTED PRODUCTIONS） - 主演・望月那沙 役[43]
- わたしは光をにぎっている（2019年11月15日、ファントム・フィルム、監督：中川龍太郎） - 島村美琴 役[44]
- 転がるビー玉（2020年2月7日、パルコ、監督：宇賀那健一） - アオキ 役[45]
- 眉村ちあきのすべて（仮）（2020年7月17日、SPOTTED PRODUCTIONS） - 小方麻子 役[46]
- ロックンロール・ストリップ（2020年8月14日、ベストブレーン） - 栗山千春 役[47]
- ずっと独身でいるつもり？（2021年11月19日、日活） - 高橋彩佳 役[48]
- コンフィデンスマンJP -英雄編-（2022年1月14日、東宝、監督：田中亮） - 海上自衛官 役[49]
- ポプラン（2022年1月14日、エイベックス・ピクチャーズ、監督：上田慎一郎） - 出口奈緒 役[50]
- 犬も食わねどチャーリーは笑う（2022年9月23日、キノフィルムズ、監督：市井昌秀）[51]
- クモとサルの家族（2023年3月18日、リアルプロダクツ） - 主演・クモ 役（宇野祥平とダブル主演）[52]
- 正欲（2023年11月10日、ビターズ・エンド） - 那須沙保里 役[53]
- ディア・ファミリー（2024年6月14日、東宝） - 柳玲子 役[54]
- 35年目のラブレター（2025年3月7日、東映） - 西畑浩実 役[55]

### テレビドラマ

#### 連続ドラマ
- ディビジョン1「放課後。」（2004年11月24日 - 12月22日、フジテレビ） - 吉川藍 役[2]
- ダンドリ。〜Dance☆Drill〜 （2006年7月 - 9月、フジテレビ） - 江本香織 役
- ブラッディ・マンデイ （2008年10月 - 12月、TBS） - K/安斎真子 役[56]
  - ブラッディ・マンデイ Season2 （2010年1月 - 3月、TBS） - K/安斎真子 役[57]
- 連続テレビドラマ 犬飼さんちの犬（2011年1月 - 4月、東名阪ネット6） - 菊田萌子 役
- 四十九日のレシピ（2011年2月15日 - 3月8日、NHK） - 井本幸恵 役
- 荒川アンダー ザ ブリッジ（2011年7月26日 - 9月27日、毎日放送） - ステラ 役[58]
- 日中国交正常化40年記念ドキュメンタリードラマ 開拓者たち（2012年1月1日 - 22日、NHK BSプレミアム） - 木戸浦チエ 役
- 連続テレビ小説
  - 梅ちゃん先生（2012年4月 - 9月、NHK） - 沢田弥生 役[7]
    - 梅ちゃん先生〜結婚できない男と女スペシャル〜（2012年10月13日・20日、NHK BSプレミアム） - 沢田弥生 役[59]

  - あまちゃん（2013年4月 - 9月、NHK）- 若き日の天野夏役[60][61]
  - わろてんか（2017年10月 - 2018年3月） - トキ 役[62]
    - ラブ＆マンザイ～LOVE and MANZAI～ (2018年4月21日、NHK BSプレミアム） - トキ 役[63]

  - エール 第15週（2020年9月22日 - 9月25日、NHK） - 梅根トキコ 役[64]
- 心がポキッとね（2015年4月8日 - 6月10日、フジテレビ） - 糸山扶美 役[65]
- 美女と男子（2015年4月14日 - 8月25日、NHK） - 日邑梨花 役[66]
- いつかティファニーで朝食を（2015年10月11日 - 12月20日、日本テレビ） - 那須栞 役[67]
  - いつかティファニーで朝食を Season2（2016年1月10日 - 3月27日、日本テレビ）[68]
- ヘッドハンター（2018年4月16日 - 6月4日、テレビ東京） - 舘林美憂 役[69]
- デイジー・ラック（2018年4月20日 - 6月22日、NHK総合） - 岩代えみ 役[70]
- 健康で文化的な最低限度の生活（2018年7月17日 - 9月18日、関西テレビ） - 青柳円 役[71]
- 恋のツキ（2018年7月27日〈26日深夜〉 - 10月12日 〈11日深夜〉、テレビ東京） - 主演・平ワコ 役[9]
- フルーツ宅配便（2019年1月12日 - 3月30日、テレビ東京） - みかん 役[72]
- 白い巨塔（2019年5月22日 - 26日、テレビ朝日） - 里見三知代 役[73]
- べしゃり暮らし（2019年7月27日 - 9月14日、テレビ朝日） - 上妻しのぶ 役[74]
- リカ（2019年11月9日 - 11月30日、東海テレビ） - 本間葉子 役[75]
- ギルティ〜この恋は罪ですか?〜（2020年4月2日 - 8月6日、読売テレビ） - 秋山美和子 役[76][77]
- 推しの王子様（2021年7月15日 - 9月23日、フジテレビ） - 渡辺芽衣 役[78]
- 演じ屋（2021年7月30日 - 8月6日、WOWOW） - 深田真由子 役[79]
- ハコヅメ〜たたかう!交番女子〜 第6話 - 最終話 （2021年8月25日 - 9月15日、日本テレビ） - 桜しおり 役[80]
- 群青領域（2021年10月 - 12月、NHK総合） - 藤崎つぐみ 役[81]
- スナック キズツキ（2021年10月9日 - 12月25日、テレビ東京） - 冨田希美 役[82]
- 前科者 -新米保護司・阿川佳代-（2021年11月20日 - 12月25日、WOWOW） - 石川愛子 役[83]
- 真夜中にハロー!（2022年1月13日 - 3月18日、テレビ東京） - 大塚杏香 役[84]
- ちょこっと京都に住んでみた。（2022年7月6日 - 8月10日 、テレビ大阪） - 三島結 役[85]
- 警視庁考察一課（2022年10月17日 - 12月26日、テレビ東京） - 徳永りえ 役[86]
- グレースの履歴（2023年3月19日 - 5月7日、NHK BS4K・BSプレミアム） - 富樫阿弥子 役[87]
- 女王の法医学〜屍活師〜3（2023年7月3日、テレビ東京） - 橘結衣 役[88]
- 彼女がそれも愛と呼ぶなら（2025年4月3日 - 6月6日、読売テレビ・日本テレビ） - 篠木絹香 役[89]

#### スペシャルドラマ（単発ドラマ）
- 愛と死をみつめて（2006年3月19日、テレビ朝日）
- 福岡恋愛白書2 （2007年2月9日、九州朝日放送） - 花屋店長の娘 役[90]
- 男装の麗人〜川島芳子の生涯〜 (2008年12月6日、テレビ朝日） - 千鶴子 役[91]
- 妖しき文豪怪談 第2回「葉桜と魔笛 -太宰治×塚本晋也-」（2010年8月24日、NHK衛星ハイビジョン）
- 東野圭吾3週連続スペシャル 「回廊亭殺人事件」（2011年6月24日、フジテレビ） - 藤森加奈江 役
- プレミアムドラマ 今日も地獄でお待ちしています（2013年1月13日、NHK BSプレミアム） - 主演・藤原ひかる 役[92]
- 短編ドラマシリーズ「あなたに似た誰か」 第3話「車窓の向こうの人生」（2013年8月27日、NHK BSプレミアム） - 福本亜矢 役[93]
- 特集ドラマ はじまりの歌（2013年9月23日、NHK） - 藤田芽衣子 役[94]
- こうのとりのゆりかご〜「赤ちゃんポスト」の6年間と救われた92の命の未来〜（2013年11月25日、TBS） - 水谷結 役[95]
- 金曜プレステージ 堂場瞬一サスペンス 執着〜捜査一課・澤村慶司2 （2014年3月7日、フジテレビ） - 竹山理彩 役[96]
- 撃墜 3人のパイロット（2014年8月9日・16日、NHK） - 武藤喜代子 役[97]
- ザ・プレミアム「ドキュメンタリードラマ　戦後ゼロ年」（2015年8月15日、NHK BSプレミアム） - ナビゲーター
- 世界はひばりを待っている（2015年12月28日、NHK BSプレミアム） - 栗原あやの 役
- プレミアムステージ「在庫に限りはありますが」（2019年7月7日、NHK BSプレミアム） - 主演・里奈 役[11][12][98]
- ノースライト（2020年12月12日・19日、NHK総合） - 吉野香里江 役

#### ゲスト出演
- ダンドリ娘 第9話（2006年8月16日、フジテレビ） - 江本香織 役
- フルスイング 第2回（2008年1月26日、NHK） - 田辺詩織 役[99]
- 流星の絆 第4話（2008年11月7日、TBS） - ちえみ 役[100]
- アザミ嬢のララバイ 第10話「ララバイ」（2010年6月23日、毎日放送） - 坂上花絵 役[101]
- 桂ちづる診察日録 第11・12話（2010年11月27日・12月11日、NHK） - お朝 役[102]
- とんび 第4話（2013年2月3日、TBS） - 泰子 役[103]
- 小暮写眞館 第3話（2013年4月14日、NHK BSプレミアム） - 河合公恵 役
- たべものがたり 彼女のこんだて帖 第10話 - 第12話（2013年5月19日 - 6月2日、NHK BSプレミアム） - 野坂すみこ 役
- 刑事のまなざし 第7話（2013年11月18日、TBS） - 藤川雛子 役[104]
- Dr.DMAT 第6話（2014年2月13日、TBS） - 江上明日香 役
- 吉原裏同心 第6話（2014年7月31日、NHK） - 雛菊 役[105]
- ナオミとカナコ 第1話（2016年1月14日、フジテレビ）[106]
- 神の舌を持つ男 第4話（2016年7月29日、TBS） - 神村都（三女） 役[107]
- コールドケース 〜真実の扉〜 第7話（2016年12月3日 、WOWOW） - 五十嵐あゆみ 役
- 大阪環状線 Part4 ひと駅ごとのスマイル 第5話「鶴橋:ラストシーン」（2018年11月10日、関西テレビ） - 鈴山かすみ 役[108]
- デジタル・タトゥー 第3話（2019年6月1日、NHK） - 山田加代 役[109]
- カフカの東京絶望日記 第4話（2019年10月11日、毎日放送）
- ワケあって火星に住みました〜エラバレシ4ニン〜  第5話（2020年2月22日、WOWOW） - 丸山（保育士）役
- 有村架純の撮休 第6話（2020年4月25日、WOWOW） - 星育子 役
- レンタルなんもしない人 第6話（2020年5月14日、テレビ東京） - 佐々木麻衣 役[110]
- 捨ててよ、安達さん。 第7話（2020年5月30日、テレビ東京） - ミヤ 役[111]
- アンサング・シンデレラ 病院薬剤師の処方箋 第9話（2020年9月10日、フジテレビ） - 若月陽菜 役[112]
- 天国と地獄〜サイコな2人〜 第7話（2021年2月28日、TBS） - 日高茜 役
- IP〜サイバー捜査班 第3話（2021年7月15日、テレビ朝日） - 松永知里（佐野千広）役[113]
- らせんの迷宮〜DNA科学捜査〜 第3話（2021年10月29日、テレビ東京） - 赤島典子 役[114]
- 正直不動産 第2話（2022年4月12日、NHK） - 三浦ゆき 役
- ポップUP!ドラマ 昼上がりのオンナたち 第1話「マッチングアプリ」（2022年5月20日、フジテレビ） - 谷本彩花 役[115]
- オクトー 〜感情捜査官 心野朱梨〜 第4話（2022年7月28日、日本テレビ） - 佐久巻麻美 役[116]
- 絶メシロード season2 第8話（2022年10月15日、テレビ東京） - 晴菜 役
- 東京の雪男 第1話（2023年2月4日、NHK Eテレ） - コユキ 役[117]
- Get Ready! 最終話（2023年3月12日、TBS） - 寺内香苗 役
- 明日はもっと、いい日になる 第1話（2025年7月7日、フジテレビ） - 芳村加奈 役

#### 配信ドラマ
- 清く恋しく、美しく（2007年7月、監督：ウスイヒロシ、脚本：三浦有為子） - 主演・小早川里桜 役
- 火花（2016年6月3日、Netflix） - あゆみ 役[118]
- Jimmy〜アホみたいなホンマの話〜（2018年7月、Netflix） - 片山理子 役
- エンジェルフライト 国際霊柩送還士（2023年3月17日、Amazon Prime Video） - EP2 田所絵里 役

### 舞台
- ファントム（演出：鈴木勝秀、2008年1月13日 - 27日、 大阪・梅田芸術劇場、 2月1日 - 3日 / 名古屋・愛知厚生年金会館、 / 2月7日 - 22日、東京・青山劇場） - ヒロイン、 クリスティーン・ダエー 役
- ワルシャワの鼻（演出：水田伸生、2009年9月5日 - 17日、世田谷パブリックシアター） - ゴロー（明石家さんま）の娘・サキ 役
- ファンタジア（演出：飯塚健、2009年12月22日 - 27日、新宿シアターモリエール） - ヒロイン・三上亜美 役
- ワルシャワの鼻（演出：水田伸生、2010年6月2日 - 6日、 シアターBRAVA!） - ゴロー（明石家さんま）の娘・サキ役
- 劇団た組。『在庫に限りはありますが』（演出：加藤拓也、2019年4月10日 - 21日、錦糸町・すみだパークスタジオ倉） - 主演・里奈 役（橋本淳とW主演）[11][12]
- ねじまき鳥クロニクル（2020年2月11日 - 27日、東京芸術劇場 プレイハウス） - 加納クレタ/マルタ 役
- 粛々と運針（演出：ウォーリー木下、2022年3月8日 - 27日、東京・PARCO劇場 / 4月8日 - 10日、大阪・森ノ宮ピロティホール）[14]

#### 演劇
- オンライン演劇『仮面夫婦の鏡』芝居編（2020年10月15日 - 、PARCO STAGEオリジナル） - 妻 役[119]

### ラジオ番組
- TSUTAYAうたフル邦題配信 KUMAMI×埜田杳コラボレーション 「熱い骨」 - 主演
- 東貴博のヤンピース　BITTER SWEET CAFE 「瞳は君ゆえに」（2007年8月13日 - 8月16日、ニッポン放送） - 主演
- 東貴博のヤンピース　BITTER SWEET CAFE　「クラウディッド」（2007年11月5日 - 11月15日、ニッポン放送） - 主演
- FMシアター 「淡路島へ」（2010年6月26日、NHK-FM） - レナ 役[120]
- FMシアター「道頓堀ジャンピングガールズ」（2011年1月15日、NHK-FM） - チヒロ 役[121]
- 青春アドベンチャー『カラー・ライフ　～色をめぐる10の物語～』第9話「黒髪の固まり」（2012年5月24日、NHK-FM）[122]
- FMシアター「南国土佐を後にして」（2013年8月10日、NHK-FM）[123]
- FMシアター「幸福な毎日」（2013年12月7日、NHK-FM） - 理々子 役[124]
- FMシアター「四季を知る」（2014年7月12日、NHK-FM）[125]
- 青春アドベンチャー「さいごの毛布」（2014年10月27日 - 11月7日、NHK-FM） - 主演・梨田智美 役[126]
- 岡田惠和 今宵、ロックバーで〜ドラマな人々の音楽談義〜　第150回（2015年4月4日、NHK-FM）[127]
- FMシアター「夜明けの舞」（2019年2月9日、NHK-FM） - 阿佐子 役[128]
- FMシアター「告白の対価」（2020年1月18日、NHK-FM） - 彩乃 役[129]
- ひ・るドラ 「かたらずの華」（2021年3月6日 - 5月14日配信、AuDee） - 樋渡戸瀬澄子 役[130]
- FMシアター「隣の魔女」（2022年2月19日、NHK-FM） - 春山立夏 役[131]
- FMシアター「ことばの刃」（2022年12月17日、NHK-FM） - 平野れい 役[132]

### その他テレビ出演
- 22日木曜よる7時は「THE突破ファイル2時間SP」 (2018年11月17日、日本テレビ) 再現ドラマ - 主演・山口京子 役
- 木村多江の、いまさらですが…（NHK Eテレ、2022年8月6日、2023年4月24日 - ） - ディレクター[133]

## 広告などへの起用

### CM
- アシックス（2005年）
- 京王グループ（2006年）
- サランラップ（旭化成）（2014年）
- 関西電力（2017年）[134]

### PV
- FUNKY MONKEY BABYS「ちっぽけな勇気」（2007年）
- aiko「星のない世界」(2007年)
- JUJU「BELOVED」（2011年）[135]

## 書籍
- ピチレモン専属モデル（2002年8月 - 2005年7月）

### 写真集
- 卒業アルバム SCHOOL GIRLS 2006 - 2008（2008年8月20日、 玄光社MOOK）  ISBN 978-4768302705